# 메리-클레어 킹

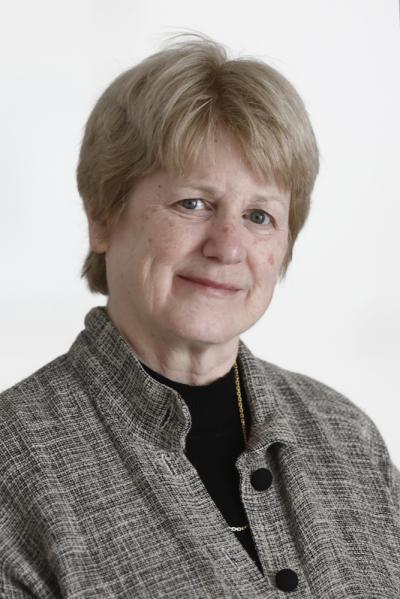

메리-클레어 킹(Mary-Claire King, 1946년 2월 27일 출생) 은 미국 유전학자이다. 유방암이 BRCA1이라고 부르는 유전자의 돌연변이로 인해 유전될 수 있다는 것을 처음으로 보여주었다. 인간 유전학 을 연구하고 특히 유전적 이질성 과 복잡한 특성에 관심이 있다. 킹은 유전과 환경적 영향의 상호작용과 유방암 및 난소암, 유전성 난청, 정신분열증, HIV, 전신성 홍반성 루푸스 및 류마티스 관절염 과 같은 인간 상태에 미치는 영향을 연구한다. 킹은 1995년부터 워싱턴 대학교 의과대학 게놈과학과 의학유전학과의 미국 암학회 교수로 재직하고 있다.
킹은 유방암 유전자를 식별하는 업적 외에도 인간과 침팬지 가 유전적으로 99% 동일하다는 것을 입증하고 인권 침해의 희생자를 식별하기 위해 게놈 시퀀싱을 적용한 것으로도 유명하다. 1984년 아르헨티나에서 킹은 더러운 전쟁 (1976-1983) 기간 동안 군부 독재 하에서 가족에게서 도난당하고 불법적으로 입양된 아이들을 식별하는 일을 시작했다. 킹은 Lasker Award 와 National Medal of Science 를 포함하여 많은 상을 받았다. 2002년 Discover 매거진은 킹을 과학 분야에서 가장 중요한 50인 중 한 명으로 선정했다.

## 어린 시절
메리-클레어 킹은 1946년 2월 27일 시카고 근처 일리노이주 Wilmette에서 Harvey와 Clarice 킹 사이에서 태어났다. 킹의 아버지는 인디애나의 스탠더드 오일에서 일했다. 킹이 15살이었을 때 그녀의 어린 시절 가장 친한 친구가 암으로 사망했다. 킹은 그러한 질병을 예방하고 치료할 수 있을 만큼 충분히 배우기를 희망하여 과학에 관심을 갖게 되었다.

## 교육
킹은 1967년 Phi Beta Kappa의 Carleton College 에서 수학 학사 학위( 우등 )를 받았다
킹은 University of California, Berkeley의 대학원 과정에 입학하여 곧 정치 활동을 시작했다. 킹은 1970년 베트남 전쟁에 대한 미국의 개입에 반대하는 시위를 조직하는 것을 도왔다. 킹은 이렇게 말한다. "우리가 한 가장 효과적인 일은 미국이 캄보디아를 침공한 다음 날, 버클리에 온 이후로 입던 옷이 아닌 양복 재킷과 셔츠 웨이스트 드레스를 꺼내서 회당에 갔다. 그리고 일요일 말까지 우리는 그 행동에 반대하는 30,000통의 편지를 받았다." 킹은 학생 시위대를 상대로 방위군 이 투입된 후 잠시 대학을 중퇴했다.
킹은 1년 동안 Ralph Nader를 위해 살충제 사용과 농장 노동자에게 미치는 영향을 조사하는 소비자 옹호 활동을 했다.
버클리로 돌아온 후 고문인 앨런 윌슨( Allan Wilson )은 그녀를 설득하여 수학에서 유전학으로 전환했다. 킹은 은퇴하기 전 마지막 수업에서 Curt Stern 교수로부터 유전학을 소개받았다. 킹은 버클리에서의 박사 과정에서 단백질 비교 분석을 통해 침팬지 와 인간이 유전적으로 99% 동일하다는 것을 입증했다. 킹의 연구는 침팬지와 인간이 불과 500만 년 전에 갈라졌다는 Allan Wilson의 견해를 뒷받침했으며 킹과 Wilson은 유전자 조절 이 종 간의 상당한 차이에 책임이 있을 가능성이 있다고 제안했다. 킹은 1972년에 그녀의 논문을 완료하고 1973년 버클리 캘리포니아 대학교 에서 유전학 박사 학위를 받았다
다음 킹은 University of California-University of Chile 교환 프로그램의 일환으로 칠레 산티아고로 가서 칠레 대학교에서 가르쳤다. 살바도르 아옌데의 칠레 정부가 1973년 9월 11일 CIA 가 지원하는 군사 쿠데타 로 전복되었을 때 그녀의 시간은 단축되었다. 킹과 그녀의 남편 Robert Colwell은 12월 말에 버클리로 돌아왔다. 킹은 나중에 많은 동료와 학생들이 실종되거나 살해되었다는 것을 알게 되었다.
킹은 University of California, San Francisco (UCSF)에서 Nicholas L. Petrakis 와 함께 일하기 위해 박사후 과정을 수락했다. 1974년 1월 1일부터 킹은 왜 유방암이 가족에게 나타나는 경향이 있는지에 대한 문제를 연구하기 시작했다.

## 직업
킹은 1976년 버클리 캘리포니아 대학교의 유전학 및 역학 교수로 교수직을 수락했다. 킹은 1995년까지 UC 버클리에 머물다 가 워싱턴 대학의 미국 암 학회 교수로 임명되었다. 킹은 2015년 Infosys Prize 의 생명과학 심사위원으로도 활동했다.

## 연구
1974년부터 1990년까지 킹은 가족에서 유방암의 존재를 수반하는 경향이 있는 유전 물질의 식별 가능한 부분인 유전 표지자를 찾기 위해 수년간 공들인 연구를 수행했다. 대부분의 시간 동안 암이 바이러스성 이라는 것이 지배적인 이론이었다. 대부분의 과학자들은 그녀의 아이디어를 무시하거나 공격했다. 유전적 패턴이 복잡한 질병의 발병률과 관련이 있을 수 있다는 생각은 가능성이 희박한 것으로 여겨졌다. 유전학은 헌팅턴병, 낭포성 섬유증 및 겸상적혈구빈혈 과 같은 단순한 유전적 관련이 있는 질병에서 중요한 것으로 인식되었지만 연구자들은 여러 유전적 요인과 유전적 요인을 모두 포함하는 보다 일반적이고 복잡한 질병을 연구하는 데 유전학의 유용성에 대해 회의적이었다. 킹은 때때로 복잡한 인간 질병과 유전학의 상호 작용을 연구하는 데 그녀가 막다른 골목으로 빠져들고 있다고 걱정했다.
그럼에도 불구하고, 유방암 유전자에 대한 탐색은 킹의 연구실에서 확고한 단계로 진행되어 1980년대 중반에 가속화되었다. 선택되지 않은 일련의 유방암 사례와 가족력에 기초하여, 1988년 킹의 팀은 유방암에 대한 유전 역학 모델을 발표하여 유방암에 대한 높은 감수성을 부여하는 주요 우성 유전자의 이론적 존재를 입증했다. 인구의 하위 집합이다. 이 유전자 침투 모델을 적용하고 당시의 유전자형 기술을 사용하여 킹의 팀은 연관 분석으로 알려진 유전자 매핑 기술을 활용하여 170개 이상의 유전자 마커를 평가했다. 1990년에 마침내 가족의 하위 집합에서 강력한 증거를 보여주는 유전적 마커를 발견했을 때 킹의 그룹은 염색체 17 의 단일 유전자가 많은 유방암 및 난소암과 연관될 수 있으며 유전적 이질성이 유방암 병인에 존재한다는 것을 보여주었다. 팀 구성원은 연구 코호트에서와 같이 발병 연령별로 데이터를 재구성할 것을 제안했다. 구성원이 비교적 어린 나이에 암에 걸린 가족은 이 유전자좌와의 연관성에 대한 더 강한 증거를 보여주는 경향이 있었다. 아이디어는 모든 연령에서 발생하거나 시간이 지남에 따라 발생할 수 있는 산발적인 돌연변이와 달리 초기 사례가 유전적 구성 요소를 반영할 가능성이 더 높다는 것이다. 전체 유방암의 5~10% 정도가 유전적일 수 있다. 1991년 킹은 공식적으로 유전자를 BRCA1 이라고 명명했다. 그녀의 발견은 유전자 서열의 식별을 위한 길을 열었다. 1994년 9월, Myriad Genetics 는 과학자 그룹에 의해 널리 알려진 "인종" 이후 서열의 위치 복제에 관한 논문을 발표했다. 1994년 12월 킹과 그녀의 동료들은 두 번째 가족 집단을 기반으로 한 결과를 발표했다. 두 번째 유전자인 BRCA2 도 발견되었다. 이 두 유전자 BRCA1과 BRCA2는 담배와 같은 물질로 인해 손상된 체내 세포를 청소하거나 노화로 인해 세포를 청소하는 데 도움이 된다. 이러한 유전자가 이러한 기능을 수행하지 않으면 세포가 빠르게 성장하고 분열하여 일부 유형의 암을 유발한다. 두 유전자 모두 암 종양의 발병을 억제하는 작용을 했지만, 특정 유형의 유전적 돌연변이가 종양의 발병을 억제할 수 있다.
1996년, 유방암 연구 재단 (BCRF) Mary-Claire 킹과 사회 복지사 Joan Marks는 뉴욕 유방암 연구 를 시작했다. 이 연구에서는 유방암 및 난소암 발병률이 BRCA1 유전자의 유전적 돌연변이와 관련이 있다는 결론을 내렸다. 및 BRCA2. 연구자들은 유방암 발병률이 매우 높은 것으로 알려진 그룹인 뉴욕의 Ashkenazi 유대인 가계 여성을 연구했다(일반 인구의 12%에 비해 70세까지 최대 80% 위험). 킹은 또한 팔레스타인 여성의 유방암 발병률을 연구했다.
"유방암 유전자"의 발견은 수많은 다른 질병과 표현형 연구에 혁명을 일으켰다. 킹이 BRCA1을 식별하기 위해 개발한 모델 및 기술은 이후 많은 다른 질병 및 상태에 대한 연구에서 가치가 있는 것으로 입증되었다. 킹의 공헌으로 사람들은 유전 정보를 알게 되어 자신과 미래를 위해 최선의 선택을 하는 데 도움이 될 수 있다.
킹은 또한 1998년 3월에서 2014년 사이에 나이지리아 여성의 유방암 유전과 관련된 유전자 돌연변이를 연구하는 프로젝트에 참여했다. 킹의 팀은 나이지리아에서 더 많은 사람들이 유럽이나 미국과 같이 교육 수준이 더 높은 다른 지역보다 늦은 단계에 진단되는 삼중 음성 유방암으로 사망한다는 근거에서 이 연구를 하기로 결정했다. 이 연구가 끝날 때 킹의 팀은 진단을 받은 많은 사람들이 BRCA1 유전자에 돌연변이를 나타내지 않았기 때문에 삼중 음성 유방암 의 높은 수치에 대한 이유를 여전히 확신하지 못했다. 그녀의 연구는 게놈 시퀀싱이 유전자 돌연변이를 조기에 감지하고 유방암 위험이 높은 사람들에게 미리 알리는 데 도움이 되는 도구로 유용할 수 있다는 아이디어를 뒷받침했다.
킹은 1990년부터 전 세계 과학자들과 협력하여 청력 상실 및 난청의 유전적 원인을 확인했다. 그들은 최초의 비증후군성 난청 관련 유전자인 DFNA1을 코스타리카 혈통에 국한시켰고 1999년에 성공적으로 이 유전자를 복제했다.
킹은 이스라엘 텔아비브 대학의 과학자 Karen Avraham 및 팔레스타인 Bethlehem 대학의 Moien Kanaan 과 계속 협력하여 과학 연구 수행과 함께 국제 과학 협력을 모델링한다. 유전성 난청은 일부 팔레스타인과 이스라엘 사회에서 흔하며, 이 상태의 유전학을 이해하기 위한 좋은 연구 인구를 제공한다.

## 인권활동
킹은 1984년 그녀와 그녀의 실험실이 아르헨티나의 Abuelas de Plaza de Mayo (Plaza de Mayo의 할머니)와 함께 일하기 시작한 1984년에 처음으로 자신의 유전학 기술을 인권 활동에 적용했다. 킹은 치아 유전학을 사용하여 실종자를 식별하여 궁극적으로 59명의 어린이를 식별하고 생물학적 가족으로 돌려보낼 수 있도록 도왔다. 대부분은 정치적 반체제 인사로 박해를 받았으며 1976년부터 1983년까지 8년간의 " 더러운 전쟁 (Dirty War)" 기간 동안 아르헨티나 군부 독재에 의해 "사라진" 감옥에 있는 여성에게서 태어났다. 이 아이들은 종종 어머니나 다른 가족의 동의 없이 군인 가족에 의해 불법적으로 "입양"되었다.
1977년부터 Las Abuelas ("할머니")는 손주들의 실종에 항의하고 돌려받기 위해 모였다. 매주 목요일, 그들은 부에노스 아이레스의 중앙 광장(" Plaza de Mayo ")으로 행진하여 손주들의 반환을 요구했고 많은 실종 아동(400~500명으로 추정)을 식별하기 위해 데이터를 수집하기 시작했다.
킹이 프로젝트에 참여했을 때 독재 정권은 민주주의 정부로 대체되었지만 자녀를 가족에서 제거하고 생물학적 가족으로 되돌리려면 혈연 관계의 증거가 필요했다. 미토콘드리아 DNA 와 치아 샘플 의 인간 백혈구 항원 혈청형 유전자 마커를 사용하는 킹의 기술은 매우 귀중한 것으로 판명되었다. 1984년 아르헨티나 대법원은 킹의 테스트에서 Paula Logares와 그녀의 가족 간의 관계가 긍정적으로 확인되었다고 결정하여 도난당한 자녀와 수십 가족이 궁극적으로 재결합하는 선례가 되었다.
1984년 이래로 이 기술은 사망자와 산 자의 유전적 식별을 위한 주요 방법이 되었다. 1993년에 킹은 엘살바도르의 El Mozote 마을에서 학살된 개인의 유해를 식별하기 위해 이 기술을 사용했다. 750명 이상의 성인과 어린이가 Atlacatl Battalion 의 미국 훈련을 받은 Salvadoran 군인에 의해 대량 학살되고 대량 무덤에 묻혔다.
킹은 아르헨티나, 칠레, 엘살바도르, 과테말라, 아이티, 온두라스, 멕시코, 르완다, 발칸 반도(크로아티아 및 세르비아), 필리핀. 킹의 연구실은 또한 미 육군, 유엔, 유엔의 전쟁 범죄 재판소에 DNA 식별 정보를 제공했다.